# Jiří Kratochvil
Jiří Kratochvil (Brno, 1940. január 4. –) író, drámaíró és újságíró.
1991-ben Tom Stoppard-díjat kapott Medvědí román („Egy medve regénye”) című könyvéért. 1999-ben Jaroslav Seifert-díjjal tüntették ki.

## Élete
Jozef Kratochvil pedagógus és cserkészmozgalom-vezető és Anežka Kratochvilová, született Žyla fiaként született. A gimnázium elvégzése után (1958) cseh és orosz nyelvet tanult a brünni Masaryk Egyetem filozófiai karán, amelyet 1963-ban végzett el (1960-tól a neve Jan Evangelista Purkyně Egyetemre változott). Ezt követően tanárként és levéltárosként dolgozott. 1970 után kézműves szakmákban dolgozó, kezdő író lett. 1989 óta hivatásos író.
1989 után irodalmi munkásságáért számos díjat kapott, többek között a Tom Stoppard-díjat (1991), a Cseh Könyvkereskedők Díját (1993), az Egon Hostovský-díjat (1996), a Karel Čapek-díjat (1998) és a Jaroslav Seifert-díjat (1999). 2020-ban Liška v dámu (Rókából lett hölgy) című regényéért elnyerte a Magnesia Litera prózai díjat. Vyznání narběhovosti (Egy mesemondó vallomásai) című könyvét az A2 magazin az 1989 utáni cseh irodalmi kánonba, azaz a bársonyos forradalom óta eltelt harminc év legfontosabb cseh könyvei közé sorolta.

## Munkássága
Jiří Kratochvil munkásságát – bár sok esetben leegyszerűsítésnek tűnhet – gyakran társítják a „posztmodern” jelzővel. E címke alatt elsősorban azt lehet elképzelni, hogy gyakran megtöri az elbeszélés illuzórikus hitelességét, vagy éppen ellenkezőleg, feszültségforrásként használja, játszik a formával, narrátorként lép be a cselekménybe, és elidegenítő hatásokat alkalmaz. Szándékosan kerüli a realizmust, megváltoztatja a szereplők identitását, keveri a valóságosat és a fantasztikusat, a cselekményt abszurdba fokozza.
Állandó témái közé tartozik a személyes identitás és az emlékezet. Emlékeiben gyakran tér vissza gyermek- és ifjúkorához (a Protektorátus és az 1950-es évek), a realista beállításokat keveri a tiszta fikcióval. Gyakoriak az álom és az erotikus motívumok is, gyakran a fentiekkel együtt. Emellett műveinek van politikai, sőt moralista felhangja is, gyakran a groteszk szatíráig fokozva.

## Válogatott művei
- Medvědí román (1990; "A Bear's Novel") Az 1991. évi Tom Stoppard-díj nyertese.[4]
- Uprostřed nocí zpěv (1992, 2010)
- Avion (1995)
- Siamský příběh (1996)
- Nesmrtelný příběh (1997)
- Noční tango (1999)
- Urmedvěd (1999)
- Truchlivý Bůh (2000) ("Mournful God")
- Lady Carneval (2004)
- Herec (2006)
- Slib (2009) ("The Promise")
- Femme fatale (2010)
- Dobrou noc, sladké sny (2012)
- Alfa Centauri (2013)
- Jízlivá potměšilost žití (2017)
- Je suis Paris (2018)
- Liška v dámu (2019)

### Magyarul megjelent
- Szomorú Isten. Regény (Truchlivý Bůh) – Európa, Budapest, 2003 · ISBN 9630773236 · Fordította: Koloszár Péter
- Éjszakai tangó, avagy Egy századvégi nyár regénye (Noční tango) – Európa, Budapest, 2001 · ISBN 963076928X · Fordította: Koloszár Péter
- Kushadj, bestia! (Lehni, bestie!) – Ulpius-ház, Budapest, 2005 · ISBN 9639602973 · Fordította: V. Detre Zsuzsa

## Fordítás
- Ez a szócikk részben vagy egészben  a   Jiří Kratochvil című angol Wikipédia-szócikk fordításán alapul.  Az eredeti cikk szerkesztőit annak laptörténete sorolja fel. Ez a jelzés csupán a megfogalmazás eredetét és a szerzői jogokat jelzi, nem szolgál a cikkben szereplő információk forrásmegjelöléseként.
- Ez a szócikk részben vagy egészben  a   Jiří Kratochvil című cseh Wikipédia-szócikk fordításán alapul.  Az eredeti cikk szerkesztőit annak laptörténete sorolja fel. Ez a jelzés csupán a megfogalmazás eredetét és a szerzői jogokat jelzi, nem szolgál a cikkben szereplő információk forrásmegjelöléseként.